# Joseph Berchtold
Joseph Berchtold (Ingolstadt, 6 de março de 1897 — Herrsching am Ammersee, 23 de agosto de 1962) sucedeu Julius Schreck como Reichsführer SS em 1926.

## Carreira
Berchtold serviu na Primeira Guerra Mundial e após a derrota da Alemanha juntou-se ao Partido dos Trabalhadores Alemães (DAP), uma pequena organização extremista na época. Ele permaneceu no partido depois que ele se tornou conhecido como Partido Nacional Socialista dos Trabalhadores Alemães (Partido Nazista; NSDAP) e se tornou o segundo comandante do Schutzstaffel (SS) de abril de 1926 a março de 1927. Deixou o cargo em 1927 e foi substituído por Erhard Heiden.

Depois de renunciar ao cargo de líder da SS, Berchtold passou a maior parte do tempo escrevendo para revistas e jornais nazistas. Ele sobreviveu à guerra, mas foi preso pelos Aliados. Berchtold foi libertado mais tarde e morreu em 1962. Ele foi a última pessoa sobrevivente a ocupar o posto de Reichsführer-SS e o único a sobreviver à Segunda Guerra Mundial.